# يوهانا فون تراب
يوهانا فون تراب (بالإنجليزية: Johanna von Trapp؛ بالألمانية: Johanna von Trapp) هي مغنية أمريكية ونمساوية، ولدت في 7 سبتمبر 1919 في تسيل أم زيه في النمسا، وتوفيت في 25 نوفمبر 1994 في فيينا في النمسا بسبب سكتة.